# Hondurese voetbalbond
De  Federación Nacional Autónoma de Fútbol de Honduras of Hondurese voetbalbond (FENAFUTH) is de voetbalbond van Honduras. De voetbalbond werd opgericht in 1935 en is sinds 1961 lid van de CONCACAF. In 1946 werd de bond lid van de FIFA.
De voetbalbond is verantwoordelijk voor het Hondurees voetbalelftal.

## President
De huidige president (december 2018) is Jorge Salomon.